# Franciszek Trzecieski
Franciszek Kornel Cypryan Trzecieski z Trzecieszy h. Strzemię (24. srpna 1807 Polanka pod Krosnem – 15. prosince 1875 Bogoniowice) byl rakouský politik polské národnosti z Haliče, během revolučního roku 1848 poslanec Říšského sněmu.

## Biografie
Byl polským šlechticem a členem haličských stavů. Zdědil panství Gorajowice. Byl důstojníkem polské armády. Založil pojišťovací ústav a byl jeho kurátorem.
Během revolučního roku 1848 se zapojil do politického dění. Ve volbách roku 1848 byl zvolen na rakouský ústavodárný Říšský sněm. Zastupoval volební obvod Jasło v Haliči. Uvádí se jako statkář. Patřil ke sněmovní pravici.
V letech 1861–1876 byl poslancem Haličského zemského sněmu.